# Закарин, Ильнур Азатович
Ильнур Азатович Закарин (род. 15 сентября 1989, Набережные Челны, Татарстан) — российский шоссейный велогонщик, выступающий за российскую велокоманду Gazprom-RusVelo. Чемпион России 2013 и 2017 года в индивидуальной гонке на время.

## Карьера
Родился в Набережных Челнах. До начала 2012 года выступал за юниорскую команду Премьер, где был замечен тренерским штабом континентальной команды Itera-Katusha. В первом же сезоне в континентальном дивизионе выиграл "Гран-при Адыгеи". Сезон 2013 года начал в профессиональной континентальной команде RusVelo. В июне того же года стал чемпионом России в разделке. В 2019 году российский гонщик Ильнур Закарин подписал двухлетний контракт на 2020-2021 год с командой CCC Team, куда перешёл после пяти лет выступления в команде Katusha. По окончании сезона 2020 года после расформировании команды CCC Team подписал контракт с Gazprom-RusVelo. 6 июня 2022 года завершил спортивную карьеру.

## Спортивные достижения
2007
1-й  — Чемпион Европы среди юниоров в индивидуальной гонке на время
2012
1-й Гран-при Адыгеи
1-й  Очковая классификация
1-й на этапах 2 и 4
4-й — Тур Эльзаса
1-й на этапе 5 (ITT)
9-й Джиробио
1-й   очковая классификация
1-й на этапе 5
2013
1-й  Чемпионат России в индивидуальной гонке
3-й Гран-при Адыгеи
1-й на этапе 1 (ITT)
2014
1-й  — Гран-при Азербайджана
1-й  Гран-при Сочи
1-й  Гран-при Адыгеи
1-й на этапе 1 (ITT)
2015
1-й  Тур Романдии
1-й на этапе 11 Джиро д’Италия
3-й Арктическая гонка Норвегии
4-й Тур Польши
9-й Тур Страны Басков
10-й Тур Сан-Луиса
2016
1-й на этапе 17 — Тур де Франс
3-й Вуэльта Мурсии
4-й Париж — Ницца
1-й на этапе 6
4-й Тур Романдии
5-й Льеж — Бастонь — Льеж
7-й Вуэльта Каталонии
7-й Вольта Алгарви
2017
1-й  Чемпионат России в индивидуальной гонке на время
2-й Абу Даби Тур
3-й Вуэльта Испании
5-й Джиро д’Италия
6-й Париж — Ницца
2018
7-й Гран-при Мигеля Индурайна
9—й Тур де Франс
10-й Критериум Дофине
2019
8-й Тур Романдии
10-й Джиро д’Италия
1-й на этапе 13
10-й Париж — Ницца

## Статистика выступлений

### Чемпионаты
| Соревнование     | Соревнование   | 2013 | 2014 | 2015 | 2016 | 2017 | 2018 | 2019 |
| ---------------- | -------------- | ---- | ---- | ---- | ---- | ---- | ---- | ---- |
| Чемпионат мира   | Индивидуальная | 40   | —    | 33   | —    | 15   | —    |      |
| Чемпионат мира   | Групповая      | —    | 75   | 62   | —    | 23   | 57   |      |
| Чемпионат России | Индивидуальная | 1    | 12   | 24   | —    | 1    | —    |      |
| Чемпионат России | Групповая      | НФ   | 7    | НФ   | —    | НФ   | —    |      |

### Многодневки
| Гранд-туры                |      |      |      |      |      |
| Гонка                     | 2015 | 2016 | 2017 | 2018 | 2019 |
| Джиро д'Италия            | 44   | НФ   | 5    | —    | 10   |
| Тур де Франс              | —    | 25   | —    | 9    | 51   |
| Вуэльта Испании           | —    | —    | 3    | 20   | —    |
| Многодневки Мирового тура |      |      |      |      |      |
| Соревнование              | 2015 | 2016 | 2017 | 2018 | 2019 |
| Париж — Ницца             | —    | 4    | 6    | 16   | 10   |
| Тиррено — Адриатико       | —    | —    | —    | —    | —    |
| Вуэльта Каталонии         | —    | 7    | НФ   | —    | 17   |
| Тур Страны Басков         | 9    | —    | —    | 21   | —    |
| Тур Романдии              | 1    | 4    | 15   | —    | 8    |
| Критериум Дофине          | —    | —    | —    | 10   | —    |
| Тур Швейцарии             | —    | —    | —    | —    | —    |